# Дорнбург (Тюрингия)
Дорнбург (нем. Dornburg) — упраздненное городское образование в Германии, на севере земли Тюрингия.

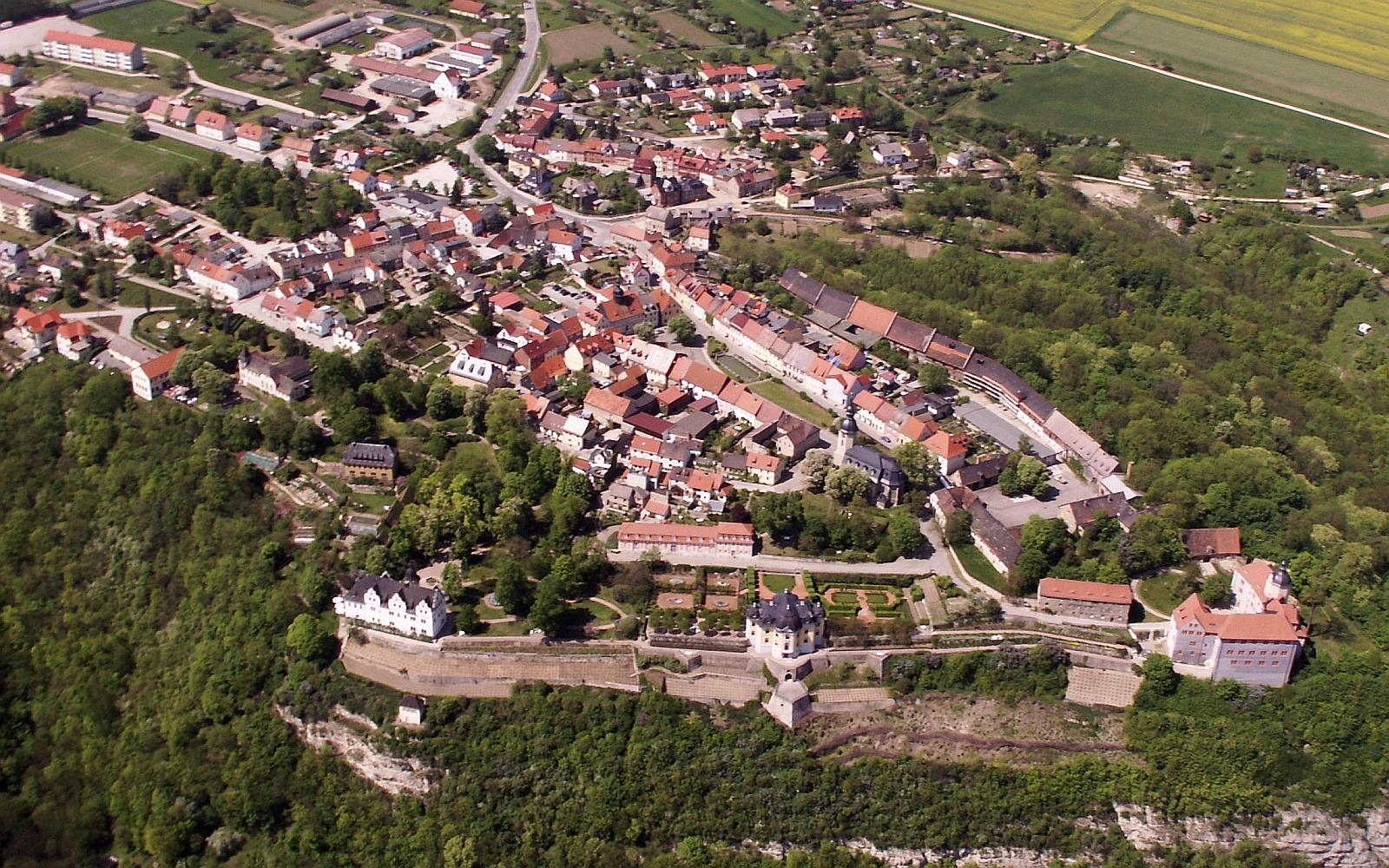
вид на Дорнбург, 2008

Входил в состав района Заале-Хольцланд. Население составляло 909 человек (на 31 декабря 2006 года). Площадь — 10,40 км². 
Дорнбургские дворцы являются важной туристической достопримечательностью региона.
1 декабря 2008 года вместе с соседним Дорнбургом вошла в состав города Камбурга, образовав в муниципалитет Дорнбург-Камбург.

## История
Согласно археологическим находкам, дорнбургские поля были заселены начиная с раннего каменного века. К самым известным находкам относятся могильный холм и бронзовый серп. Кроме того, многочисленные находки, относящиеся к железному веку, временам Великого переселения народов вплоть до славянского заселения (после 550 г. н. э.) позволяют утверждать о постоянном использовании этой земли.
Следуя ряду косвенных свидетельств, можно предположить, что Дорнбург был основан франками. Хотя само название не встречается в письменных источниках IX века, он входил в территорию Империи Карла Великого. Как считалось ранее, отсутствие археологических свидетельств объясняется тем, что в фундаменте Старого дворца должны находится остатки укреплений, однако в последние годы это предположение было опровергнуто. Напротив, сделанные Готтхардом Нойманном (Gotthard Neumann) в западной окрестности города находки должны были стать предметом дальнейшего изучения.
С приходом к власти Оттонов Дорнбург приобретает статус civitas (укреплённое поселение или пфальц), первое письменное упоминание о нём приходится на 937 год. В то время здесь находился королевский замок; в том же 937 упоминается и второй королевский замок, 10 км южнее него: на горе Хаусберг (Hausberg) возле Йены, которая тогда ещё не существовала. Эти два замка уникальны: во-первых, это были каменные крепости, что в то время в Германии было большой редкостью. Во-вторых, они были королевскими; к тому же, это были самые первые немецкие крепости в этом районе и одни из первых, лежащие на реке Заале или восточнее неё. В то время эта река была ещё пограничной: восточнее неё жили славяне (сорбы), покорение которых началось с 919 г., когда на трон взошёл Генрих I (919—936).
см. основную статью «Дорнбургские дворцы»
При Оттонах Дорнбург был одной из их излюбленных резиденций: известно не менее 7-ми пребываний здесь короля, каждый раз со свитой 200—300 человек. В первой половине XIII века селение получило рыночное право (Marktrecht), вскоре после 1244 года — городское право (для сравнения: Йена получила городское право около 1230 года, Штадтрода — в 1251 году). Город изначально находился на территории, занимаемой теперь дворцами, для строительства которых он был перенесён на то место, где находится сейчас.
Пожар 1353 года опустошил старую королевскую крепость, а во время Саксонской братской войны 1446—1451 гг. она была разрушена. Из её руин в 1485—1522 гг. был построен готический Старый замок в современном его виде. В 1539 году дворянский род фон Ватцдорфов начал на горе строительство ренессансного дворца. В 1589-92 гг. была построена городская церковь. В 1717 г. случился новый большой пожар — часть города была уничтожена, в том числе церковь и архив. В 1728 г. была построена ратуша, а в 1736—1747 гг. герцогский рококо-дворец. В нём в 1828 г. 66 дней жил Гёте, а зимой 1818/19 г. он стал местом собрания первого немецкого парламента (в герцогстве Саксен-Веймар-Эйзенах).
В 1874 году была проведена железная дорога из Заальфельда в Гросхеринген, станция «Дорнбург» была открыта к 1 мая 1874 г. Станция «Порстендорф» — 14 декабря.
В 1920 году в Дорнбург была переведена из Ваймара (до 1925 г.) гончарная мастерская недавно образованного баухауза. Её заведующим был Герхард Маркс — один из крупнейших европейских скульпторов XX века. После него у гончарной мастерской сменилось несколько руководителей, но она до сих пор остаётся одной из ведущих в Тюрингии наравне с мастерскими в Бюргеле.

## Территориальная принадлежность
После смерти последнего представителя династии Оттонов — Генриха II в 1024 году — замок теряет своё значение. В 1083 г. имя Дорнбург встречается снова: в контексте спора о территории, отданной во временное пользование Випрехту фон Гройч (это был очень влиятельный крупный феодал, один из первых начавший заселение немцами славянских земель восточнее Заале). Випрехт получил эту землю за свои заслуги перед королём Генрихом IV. (1056—1106) Позже, возможно, она была передана правителям Лобдебурга. Не позже 1282 г. это место по воле кайзера достаётся шенкам фон Фаргула, которые уже ранее владели землёй, окружающей Дорнбург.
Вплоть до междоусобной войны 1344-45 гг. шенки удерживали этот удел, когда продали его графам Шварцбург-Орламюнде, которые по прошествии небольшого периода времени были должны уступить владение Веттинам и получить эту землю в качестве феода. В 1358 году Дорнбург окончательно перешёл под прямое управление Веттинов, учредивших здесь свою администрацию. После многочисленных разделов в 1485 году Дорнбург оказывается под властью их Альбертинской линии. В 1547 году в ходе земельных обменов он переходит в руки Эрнестинской линии.
В 1603 году город переходит в качестве наследства во владения герцога Заксен-Альтенбургского. Далее, с 1672 года Дорнбург принадлежит герцогству Заксен-Йена — маленькому герцогству, просуществовавшему всего 18 лет. И, наконец, в 1691—1920 гг. Дорнбург является частью герцогства (впоследствии Великого герцогства) Заксен-Ваймар-Айзенах.
После падения немецкой монархии в 1918 г. было образовано Народное государство Заксен-Ваймар-Айзенах, просуществовавшее недолго, до создания Свободного государства Тюрингия. В годы ГДР, согласно её административному делению с 1952 по 1990 гг., Дорнбург относился к округу Гера. С объединением Германии и образованием новых федеральных земель с 3 октября 1990 года Дорнбург принадлежит Тюрингии.

## Количество жителей
| 1786 | 370  |
| 1828 | 554  |
| 1890 | 684  |
| 1939 | 875  |
| 1977 | 1242 |
| 1998 | 1004 |
| 2007 | 897  |

## Интересное
Гёте был в Дорнбурге более 20 раз на протяжении 56 лет. Например, в 1789 году он доплыл на лодке до Дорнбурга из Йены. Особенно известно его 66-и дневное пребывание в Дорнбурге в 1828 году, где он уединился после смерти своего друга герцога Карла-Августа, конный памятник которому стоит в Ваймаре напротив музыкального училища (Weimarer Fürstenhaus).
В 1972 году в ренессансном замке жил знаменитый немецкий поэт из Готы Ханс Цибулька (Hanns Cibulka, 1920—2003). Впечатлённый городом и окрестностями, он написал книгу-дневник «Dornburger Blätter».
Сразу под Дорнбургом, в деревне Дорндорф-Штойдниц, находится построенный в 1892 году стальной арочный мост через реку, ныне памятник архитектуры.